# Portail transylvain en bois
Les portails transylvains en bois sont des œuvres de charpenterie d'art populaire traditionnel de Transylvanie, en Roumanie. Sous le nom roumain de porți ardelenești ils sont emblématiques des régions traditionnelles roumaines du Maramureș, du Oaș et des județe de Sălaj, Cluj et Bistrița-Năsăud ; sous le nom hongrois de székelykapuk (Székely : Sicules de Transylvanie, kapu : « portail » en hongrois) ils ornent l'entrée des maisons et fermes sicules. Ces portails sont, dans ces régions, devenus des repères identitaires : ainsi les Sicules de Transylvanie les revendiquent comme partie intégrante de leur culture.

## Histoire
L'origine des portails transylvains remonte à l'organisation féodale des voïvodats de Marmatie et de Transylvanie : ils étaient initialement réservés aux fermiers libres et aux knyáz (barons locaux, valaques ou magyars, électeurs des voïvodes). Les serfs valaques, eux, n'avaient droit qu'à des vranițe (simple porte à un seul battant, non décorée).
La sculpture des motifs, l'installation du portail, l'ouverture et le premier passage étaient jadis l'objet de rituels qui, selon Mircea Eliade dans son Histoire des religions, remontent aux temps du paganisme. Ainsi, pour éloigner de la ferme (ou du domaine) les malheurs, les épidémies et les malédictions, et pour attirer la prospérité et la bonne fortune, le bois utilisé devait avoir été coupé une nuit de pleine lune et transporté un jour „à desserts” (mardi, jeudi ou samedi). Au fond des trous des poteaux on versait de l'eau bénite, et l'on plaçait des monnaies et de l'encens (ce qui a d'ailleurs mené, plus récemment, à la dégradation de certains portails par les chercheurs de trésors).  
Les motifs sculptés géométriques, torsadés, parfois floraux, zoomorphes ou anthropomorphes, représentaient fréquemment des rosettes solaires, des cordages avec ou sans nœuds, des arbres de vie, en rapport avec ces rituels. Ces motifs décoratifs spécifiques varient selon les régions (les spécialistes reconnaissent un portail marmatien d'un portail sicule) et selon le statut social de la famille : knyáz, fermiers libres (mocani, moșneni) ou garde-frontière libres des « confins militaires » (grăniceri, határőrok).

## Galerie photos

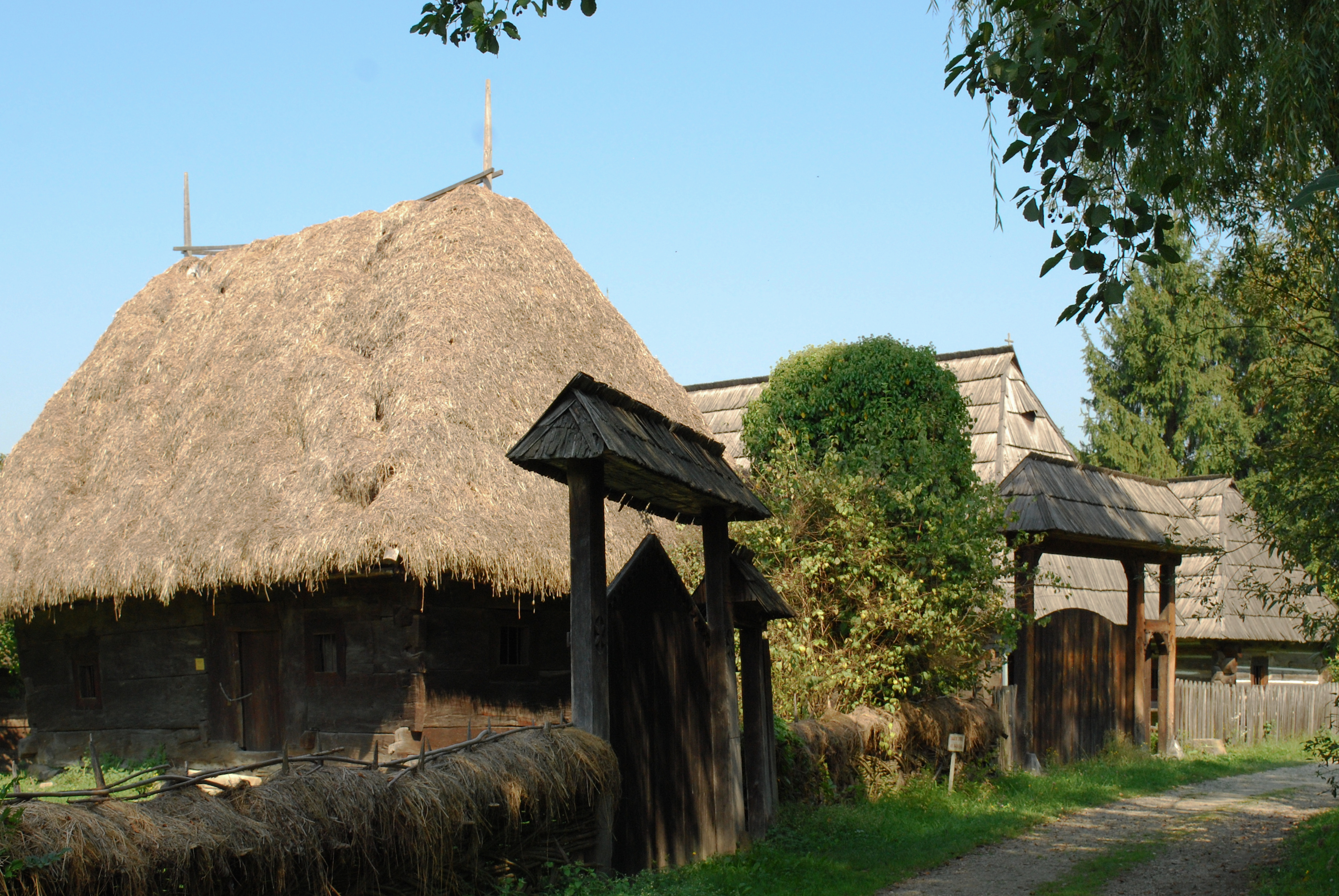
Portail en bois marmatien
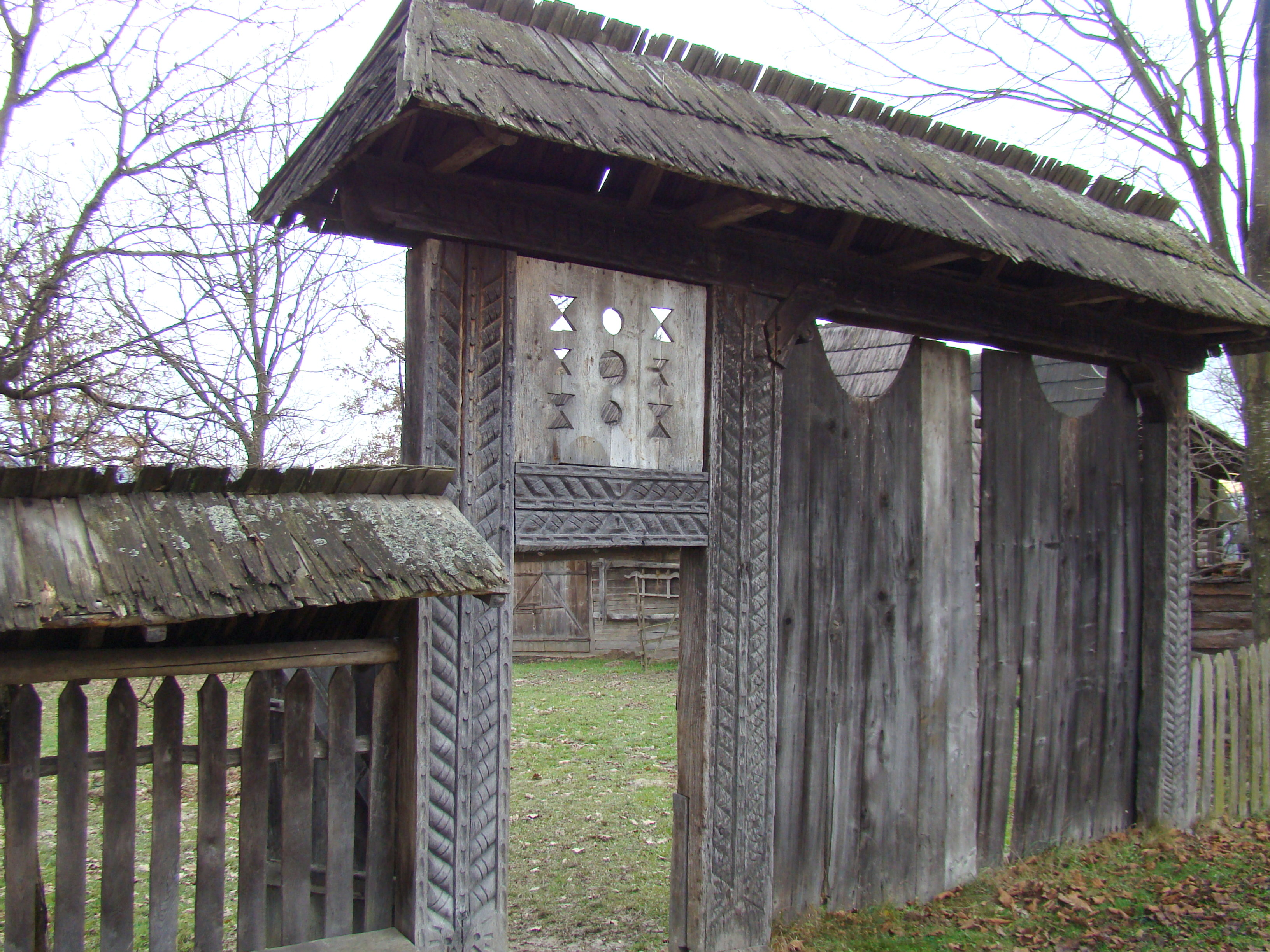
Portail marmatien au Musée du village de Sighetu Marmației/Máramarossziget
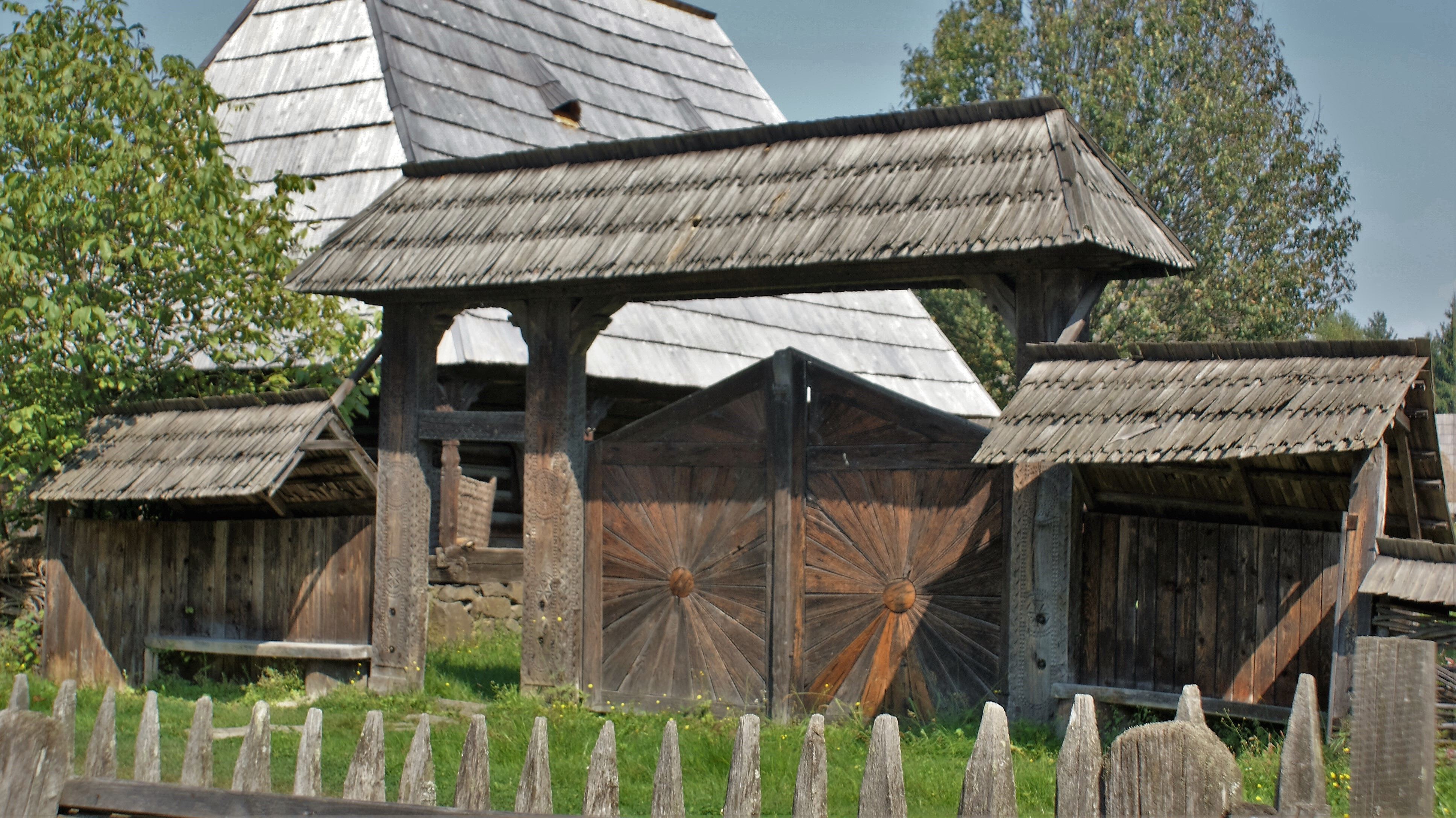
Sighetu Marmației/Máramarossziget
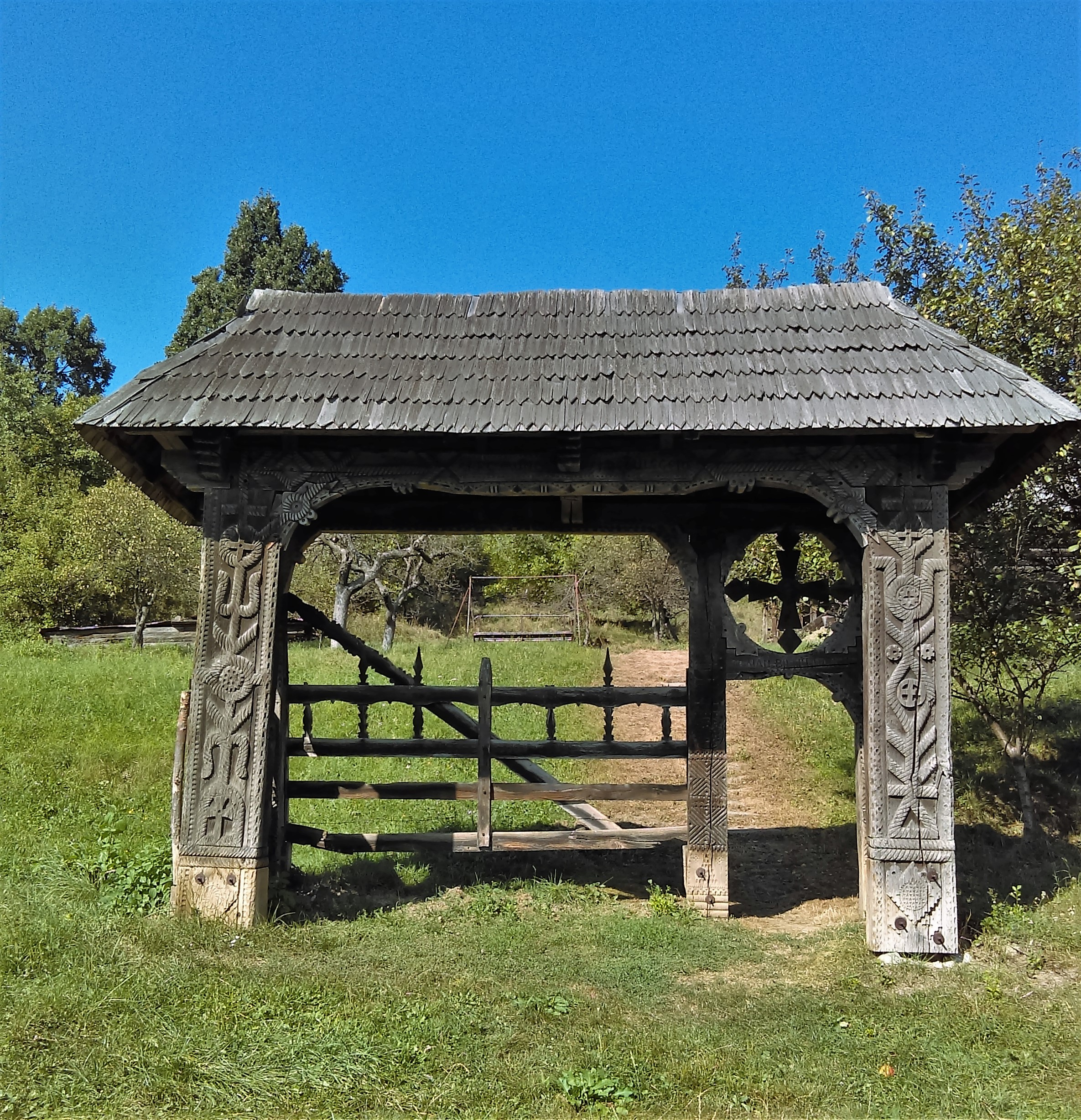
Portail transylvain du pays de Oaș
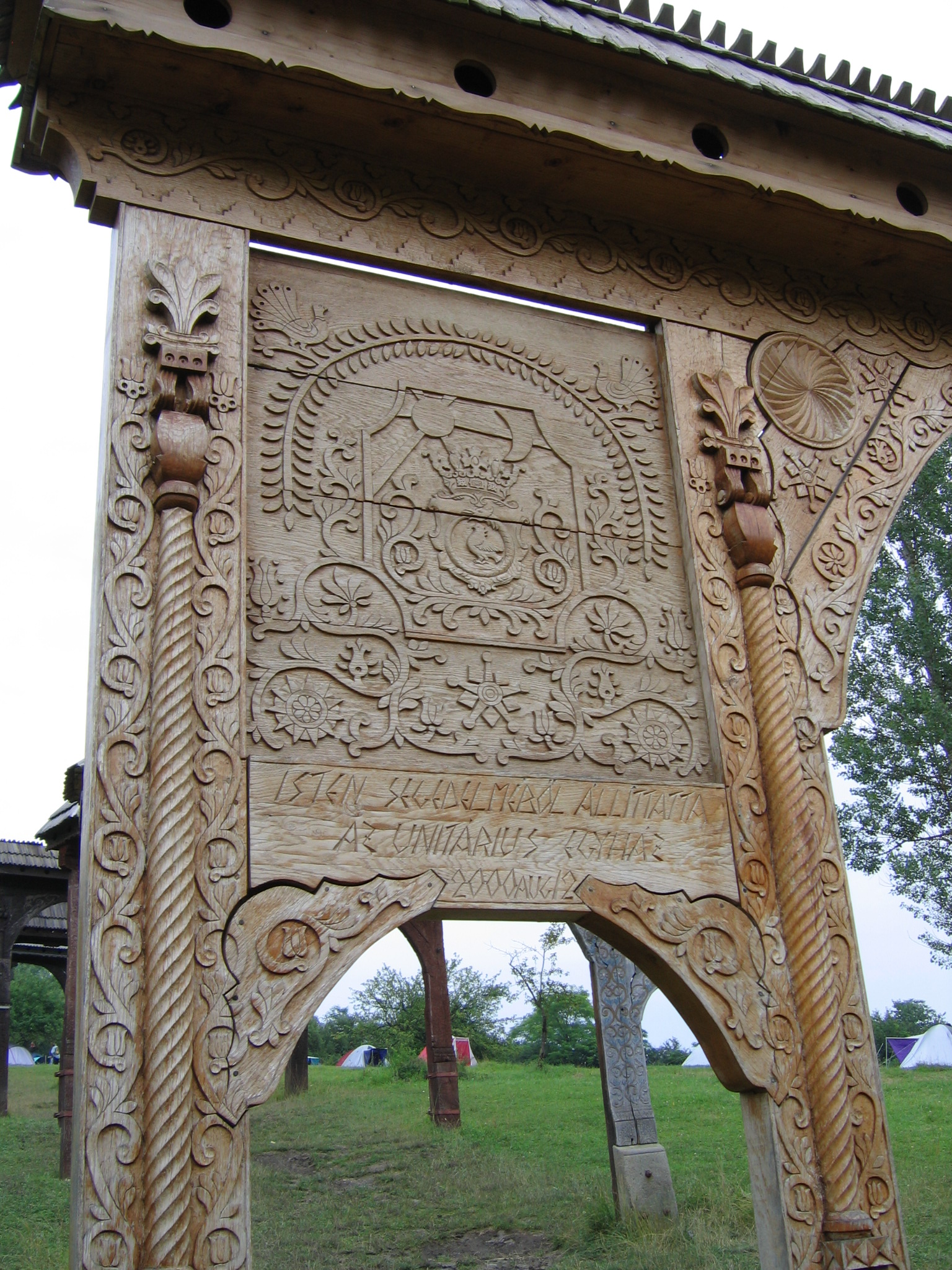
Portails sicules au « parc des Székelykapuk » de Szejke/Băile Seiche
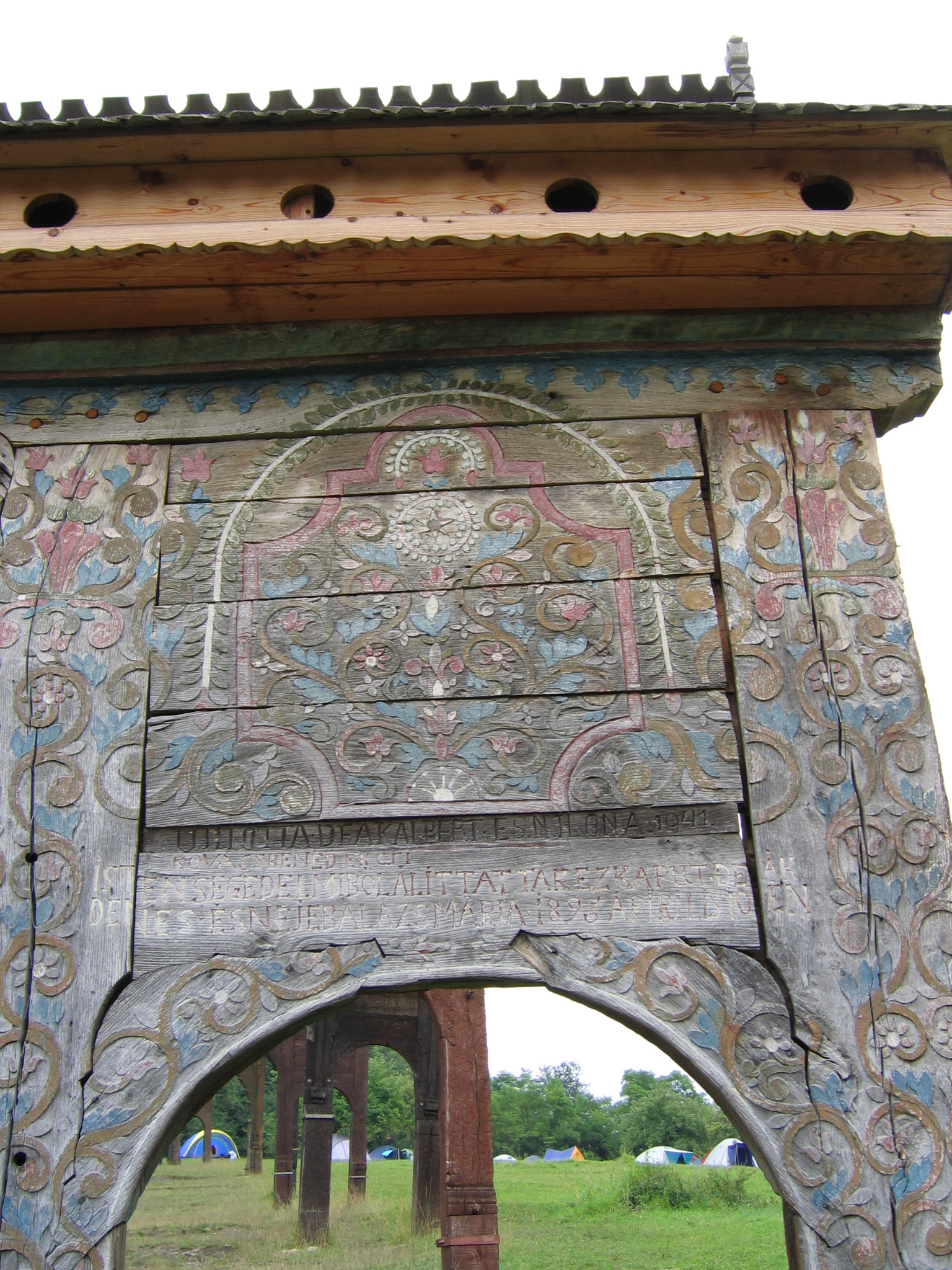
Szejke
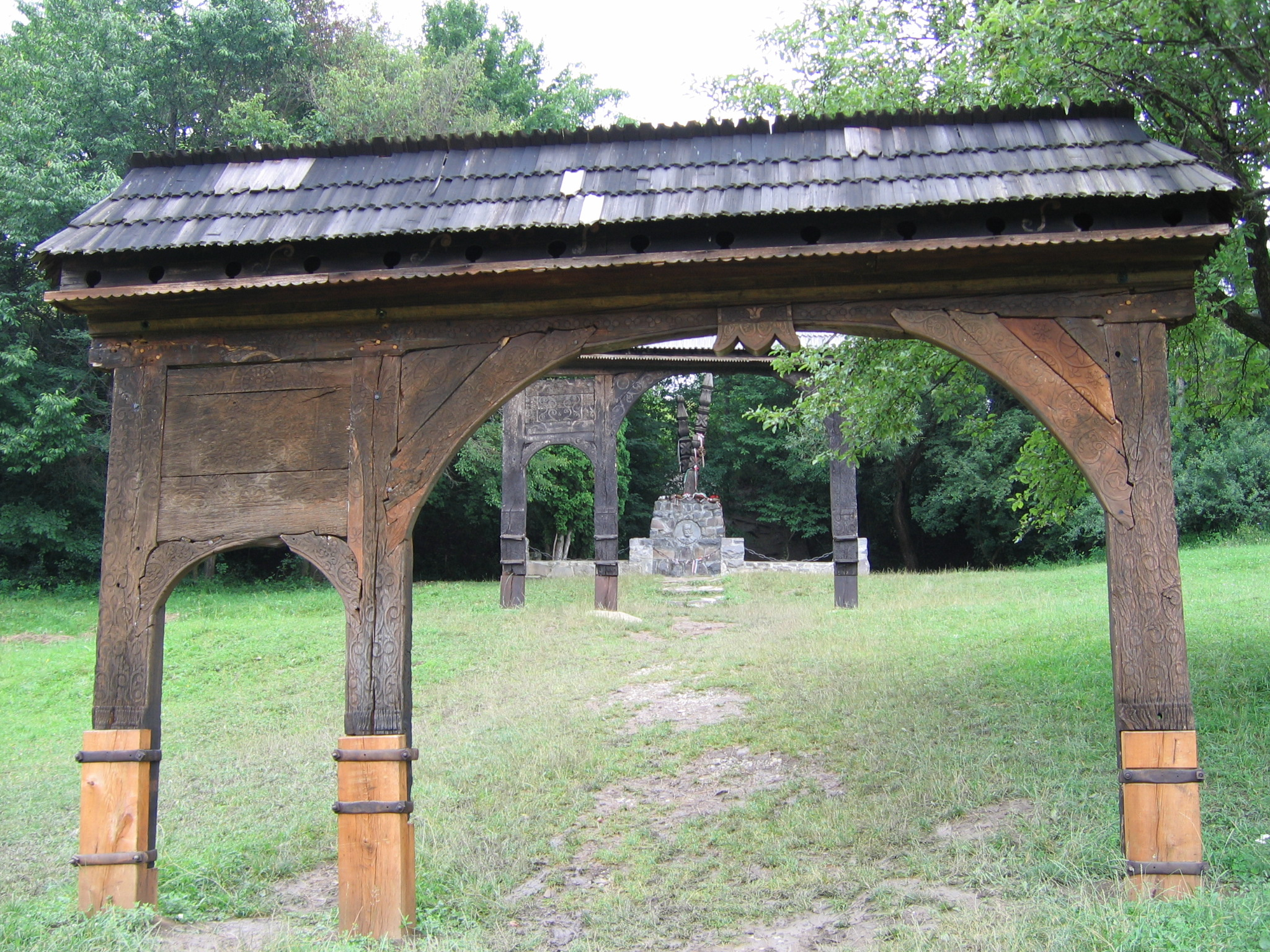
Szejke
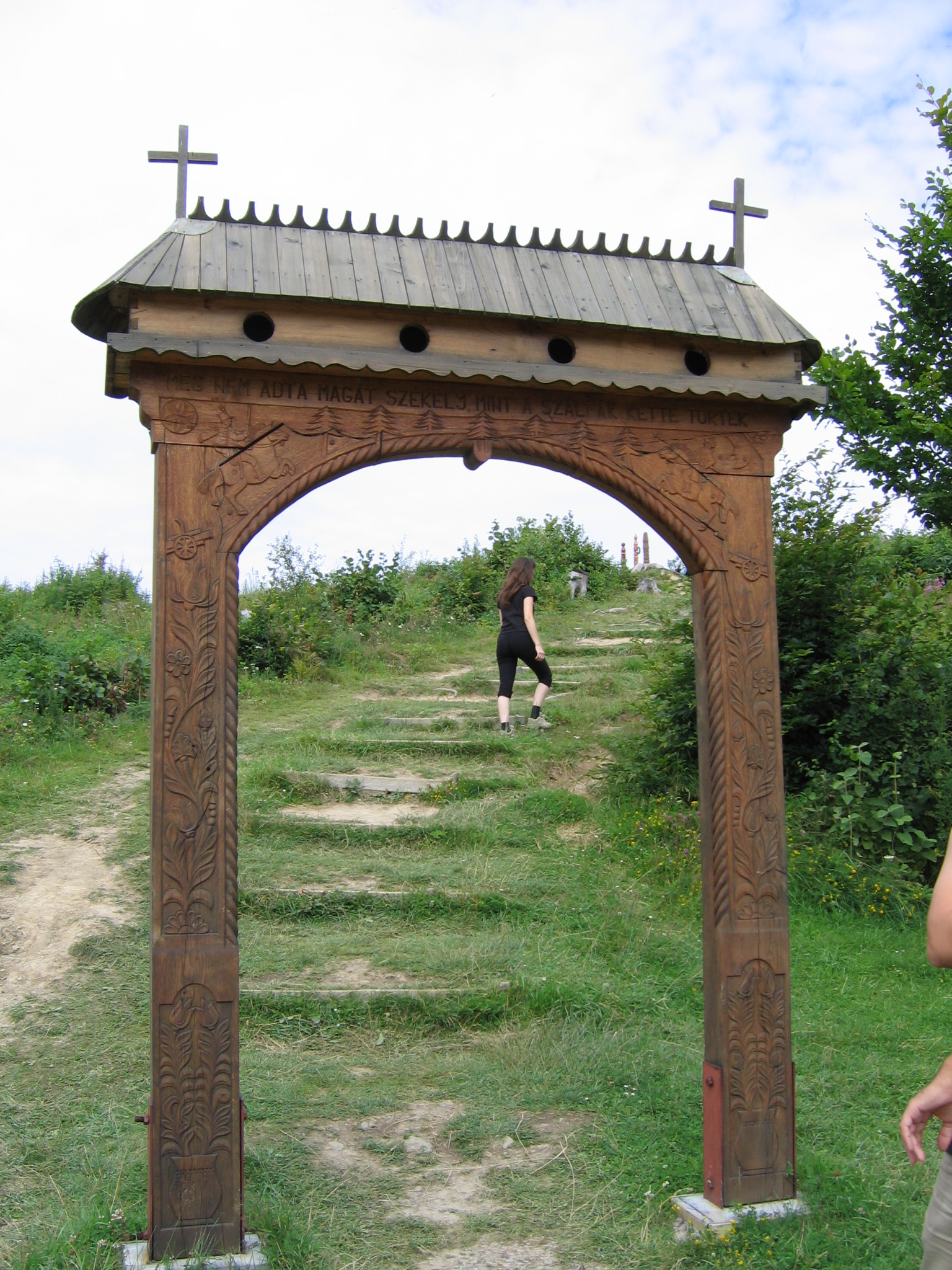
Nyergestető/Piatra Niergeș
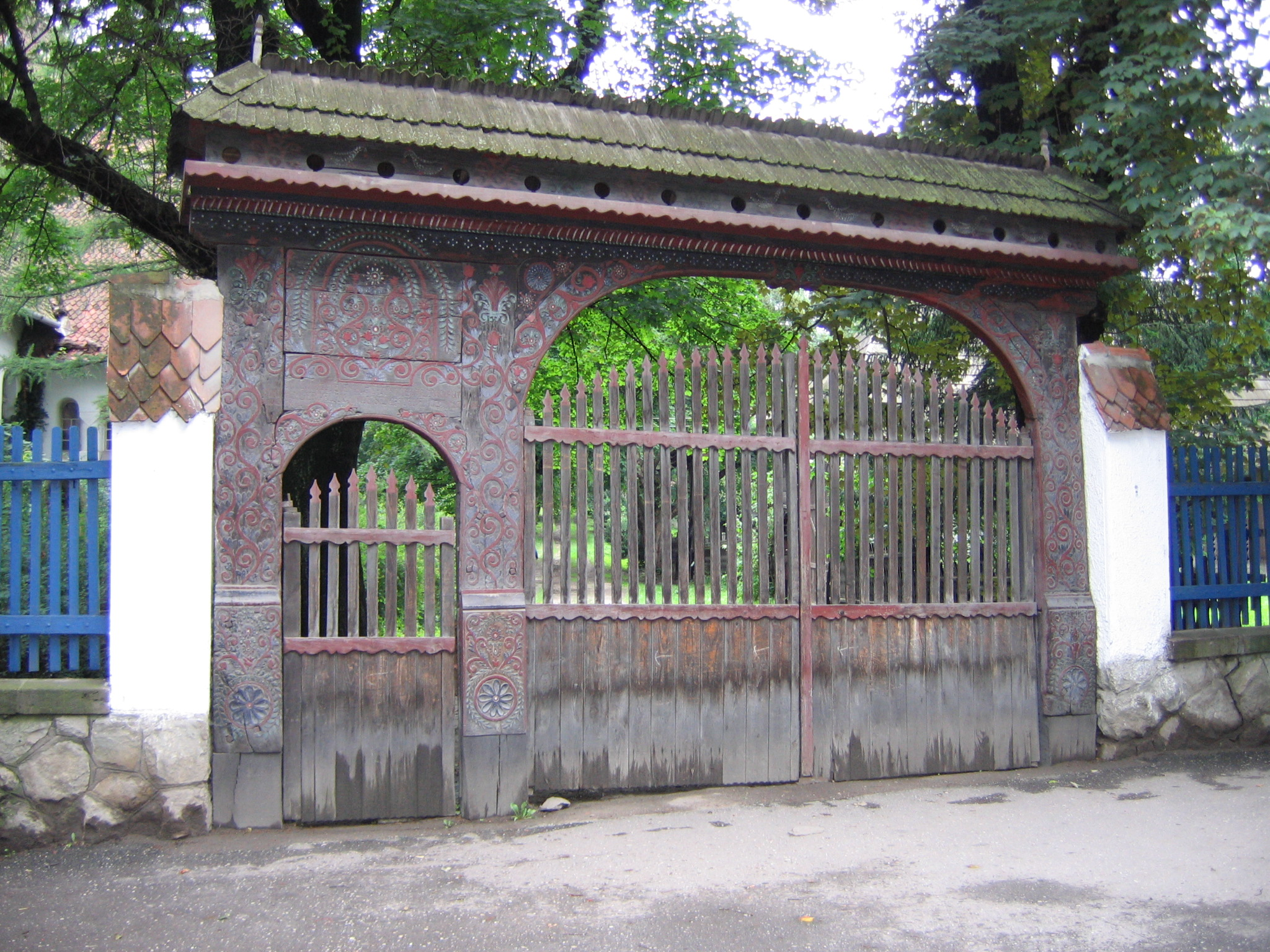
Sepsiszentgyörgy/Sfântu Gheorghe
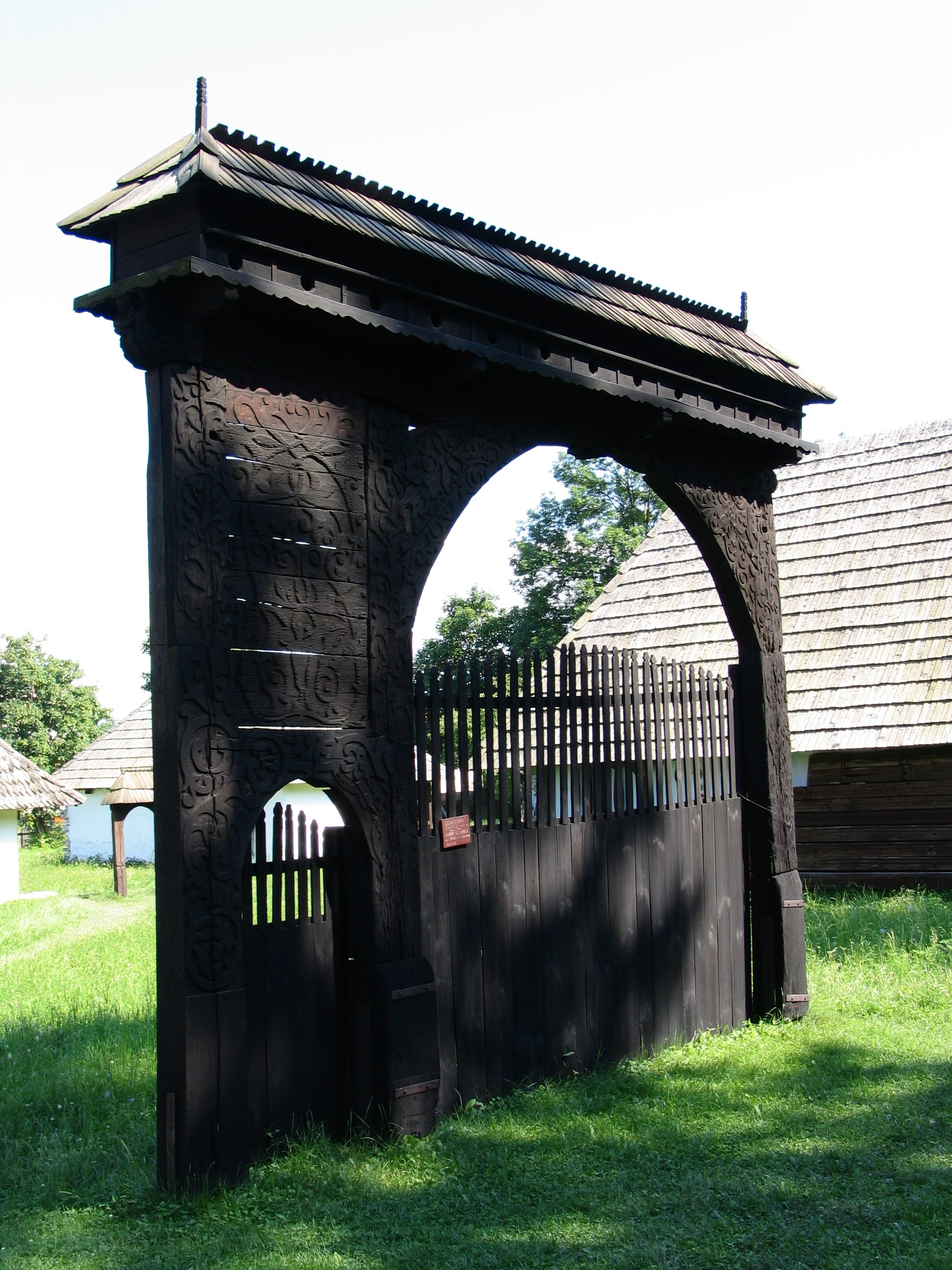
Csernáton/Cernata
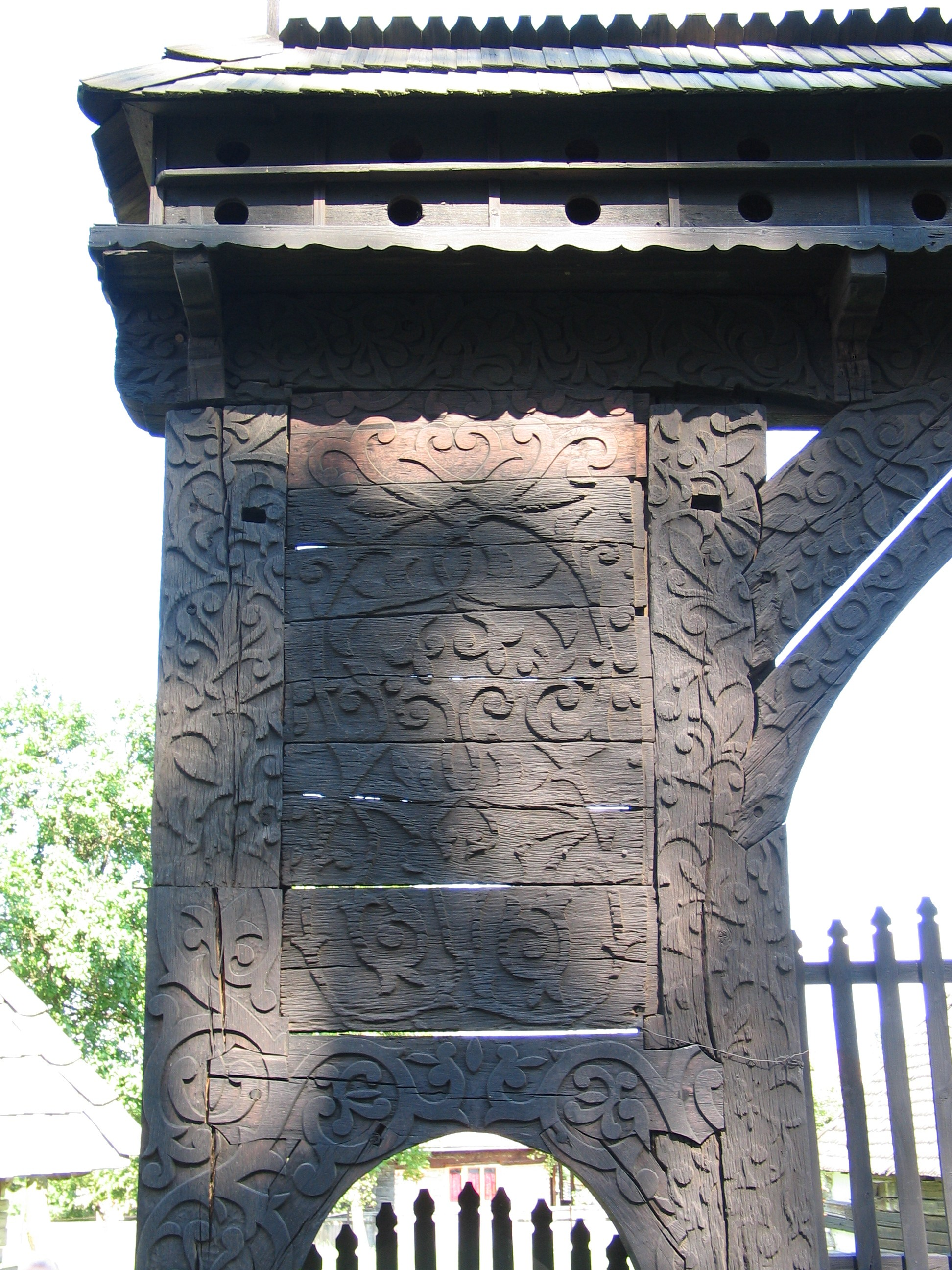
Csernáton
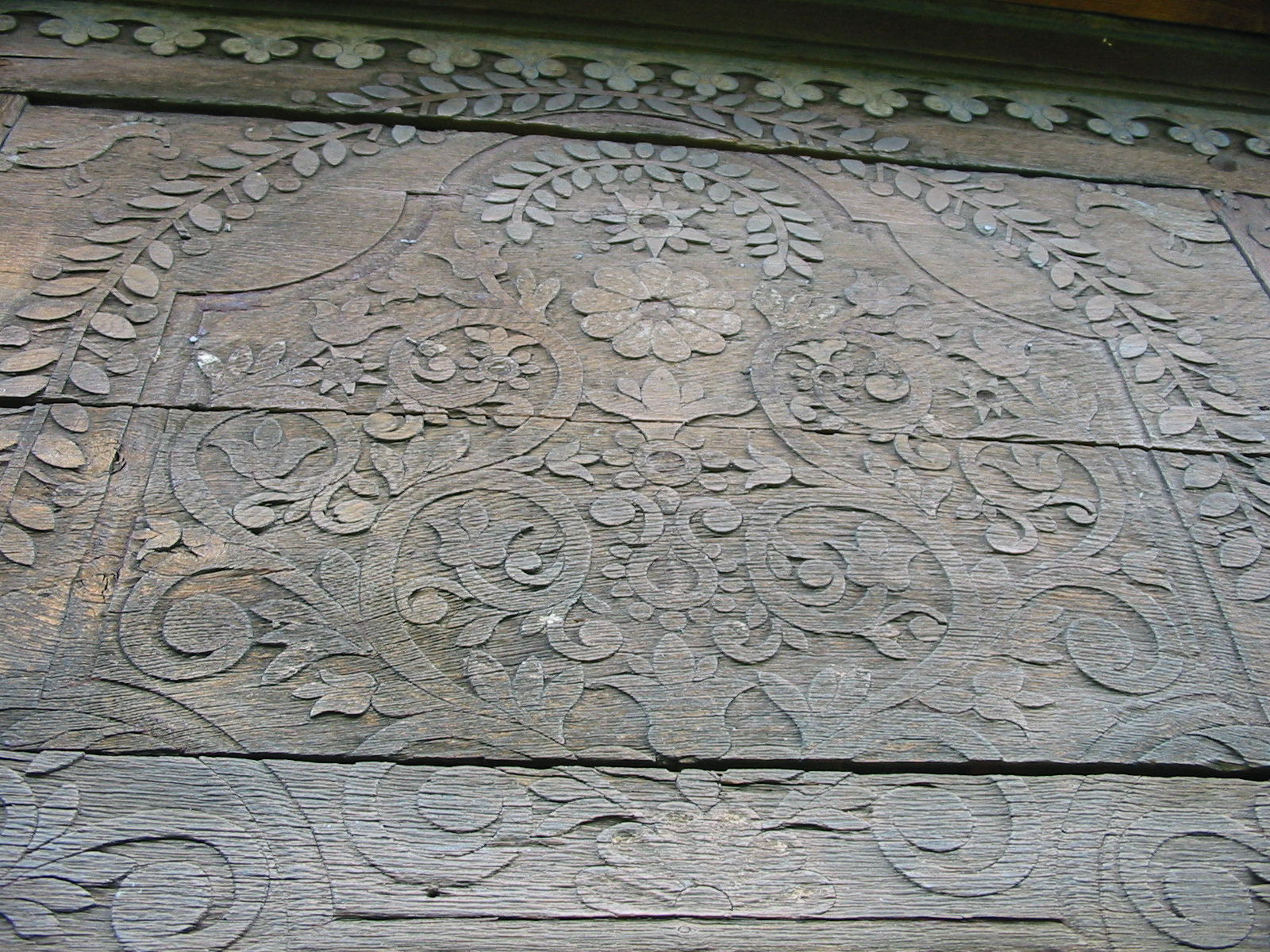
Csernáton
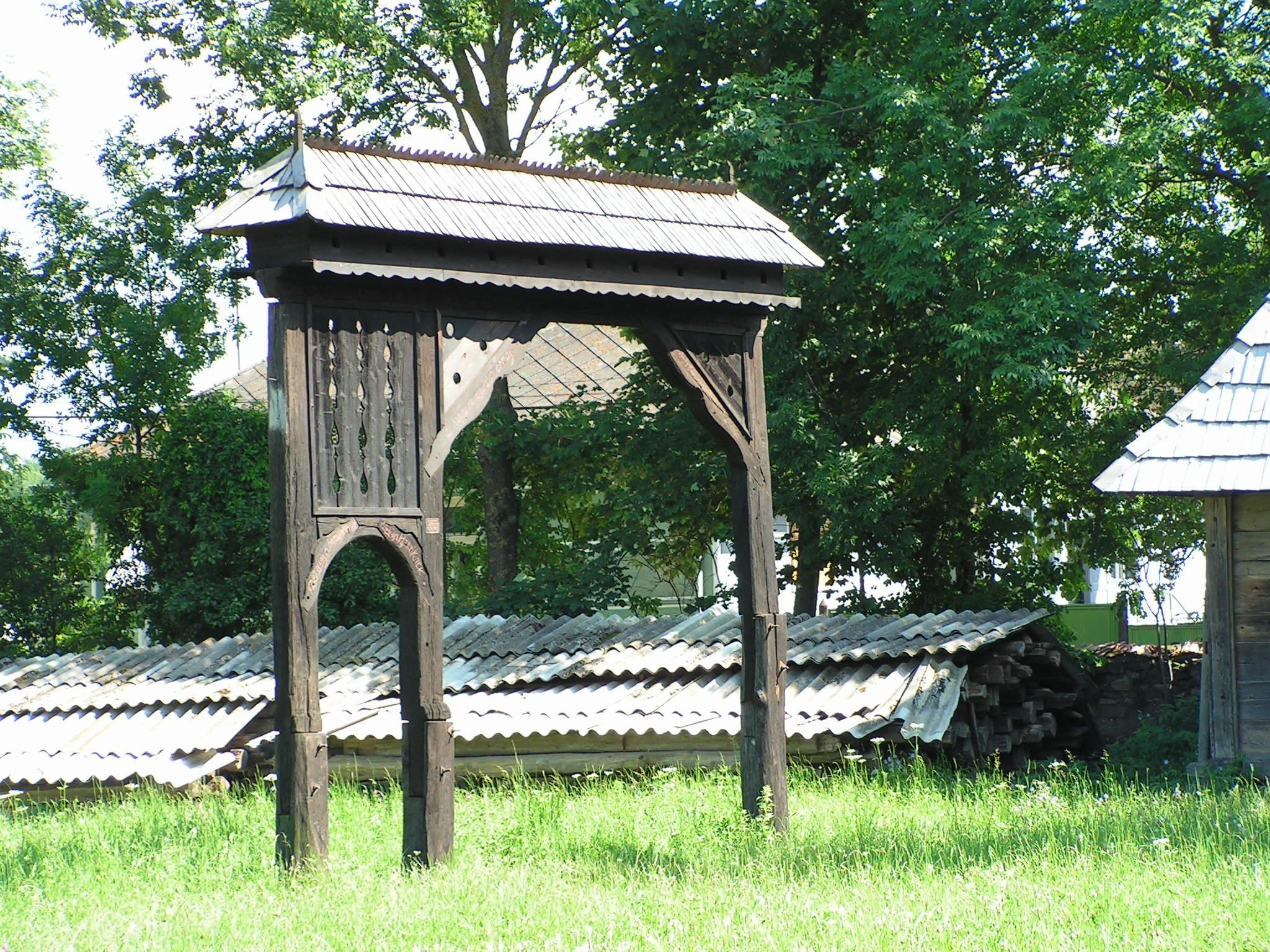
Csernaton
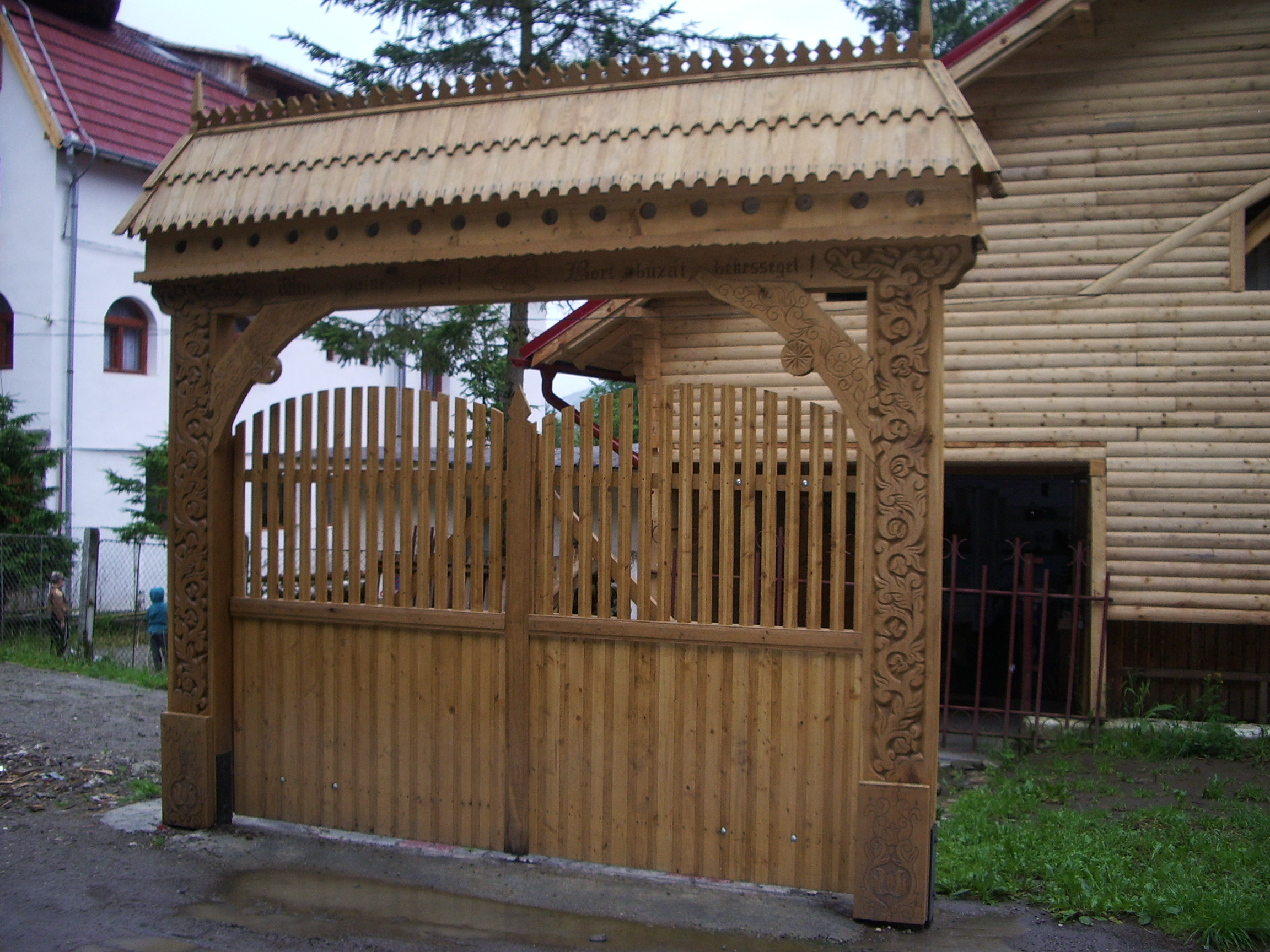
Bálványos/Balvanieș
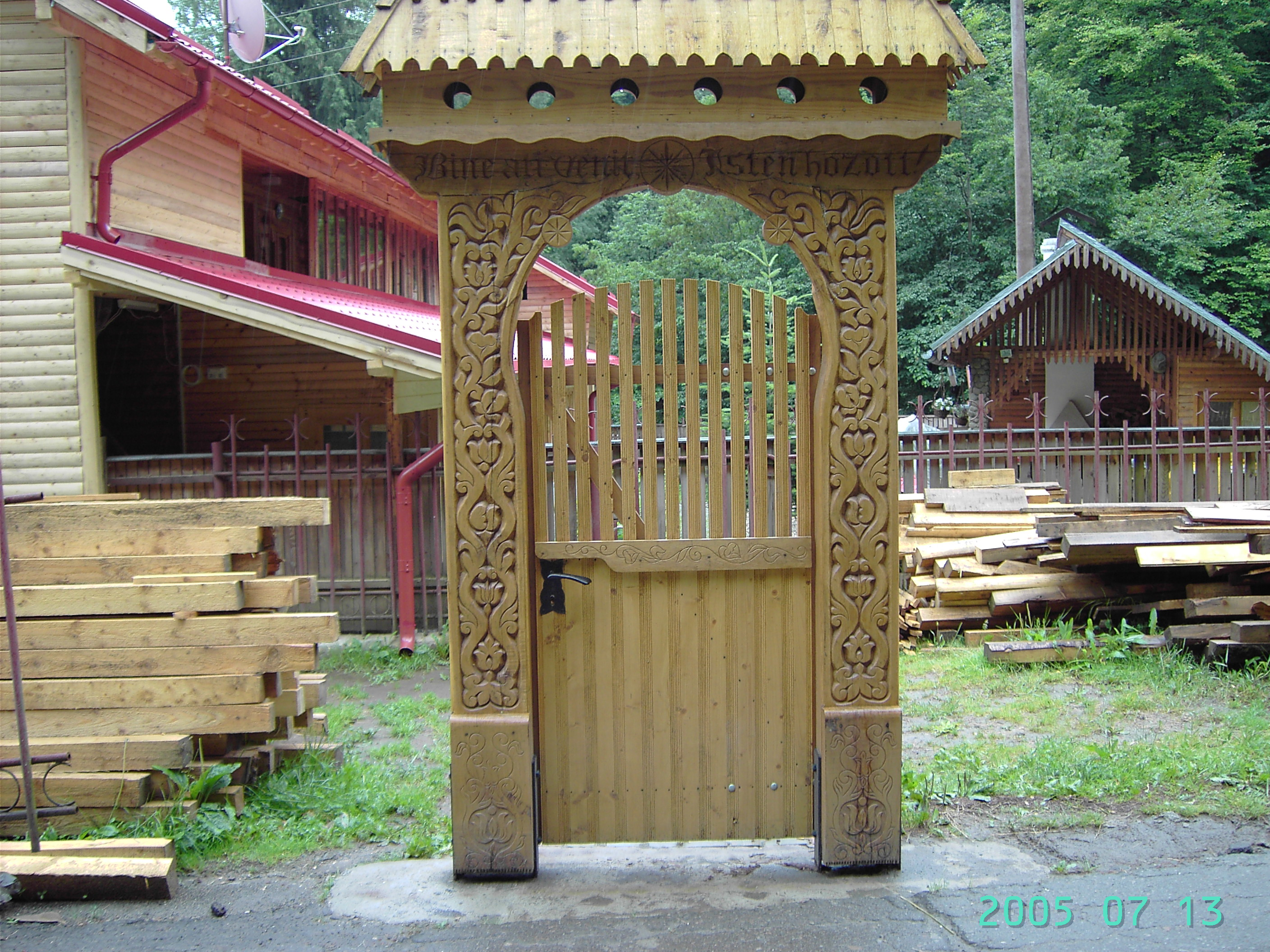
Bálványos

## Portails transylvains àBucarest
Des portails transylvains peuvent être vus dans la capitale roumaine, au Musée ethnographique du village „Dimitrie Gusti” et au Musée du Paysan roumain. Plus récemment, le 22 mars 2012, le maître charpentier Teodor Bârsan en a réalisé et installé un à l'entrée de l'ambassade américaine à Bucarest.